# Sân bay Iskandar
Sân bay Iskandar, tiếng Indonesia: Bandar Udara Íkandar, (IATA: PKN, ICAO: WAOI) là một sân bay ở Pangkalan Bun (hay Pangkalanbuun), Trung Kalimantan, Indonesia. Sân bay này có 1 đường băng dài 1650 m rải asphalt.

## Các hãng hàng không và các tuyến điểm
Hiện có các hãng hàng không sau đang hoạt động tại sân bay Iskandar:
- Dirgantara Air Services (Banjarmasin, Pontianak, Sampit)[3]
- Linus Airways* (Jakarta via Semarang)